# Thomas Edward Bowdich
Aquest autor és citat en taxonomia animal amb el nom «Bowdich».
Thomas Edward Bowdich   (Bristol, 20 de juny de 1791 - Banjul, 10 de gener de 1824) fou un viatger i autor anglès.
Nasqué a Bristol i fou educat al Bristol Grammar School. El 1814, per mitjà del seu oncle, J. Hope-Smith, governador de la colònia britànica de la Costa d'Or, obtingué un càrrec en servei de l'African Company of Merchants i fou enviat a Cape Coast. El 1817 fou enviat, amb dos companys, a Kumasi en una missió al rei d'Aixanti, i gràcies principalment a la seva hàbil diplomàcia, la missió tingué èxit en el seu objectiu d'assegurar-se el control britànic sobre els indígenes de la costa. El 1818, Bowdich tornà a Anglaterra i, el 1819, publicà un relat de la seva missió i de l'estudi que havia fet de la cort de Kumasi, titulat Mission from Cape Coast Castle to Ashantee, &c. (Londres, 1819). Donà les seves col·leccions africanes al Museu Britànic. Bowdich atacà públicament la gestió del comitè africà, i les seves crítiques foren instrumentals perquè el govern britànic assumís el control directe de la Costa d'Or.
Entre el 1820 i el 1822, Bowdich visqué a París, on estudià matemàtiques i ciències naturals, i encetà una amistat amb Georges Cuvier, Alexander von Humboldt i altres savis. Durant la seva estada a França publicà diverses obres sobre Àfrica, i també escrigué documents acadèmics. El 1822, acompanyat per la seva muller, marxà a Lisboa on, a través d'un estudi dels MSS històrics, publicà An Account of the Discoveries of the Portuguese in. .. Angola and Mozambique (Londres, 1824). El 1823, Bowdich i la seva muller, després de passar uns mesos a Madeira i el Cap Verd, arribaren a Banjul, a la desembocadura del riu Gàmbia, amb la intenció d'anar a Sierra Leone i explorar l'interior. Però Bowdich morí a Bathurst el 10 de gener del 1824.
La seva vídua publicà un relat del seu últim viatge, titulat Excursions in Madeira and Porto Santo. .. to which is added A Narrative of the Continuance of the Voyage to its Completion, &c (Londres, 1825). La filla de Bowdich, Hutchinson Hale, publicà de nou el 1873, amb un prefaci introductori, l'obra del seu pare Mission from Cape Coast Castle to Ashantee.